# Estadio Municipal de Gliwice
El Estadio Municipal de Gliwice (en polaco:Stadion Miejski w Gliwicach), también llamado Estadio Municipal Piast, es un estadio de fútbol ubicado en Gliwice, Polonia. El estadio es sede del Piast Gliwice, donde juega sus partidos como local.
Entre 2010 y 2011, el estadio sufrió una remodelación que terminó reemplazando por completo al antiguo estadio. Los arquitectos se basaron en el Energieteam Arena de Paderborn (Alemania) para el diseño del nuevo estadio.

## Historia
La primera instalación deportiva en la ubicación actual del estadio fue construida a mediados de los años veinte del siglo pasado. El estadio ya existía en 1926, pero la fecha exacta de su construcción es desconocida. El estadio fue modernizado y reconstruido varias veces. Antes de la Segunda Guerra Mundial, el estadio pertenecía al SpVgg Vorwärts-Rasensport y en 1941 las gradas tenían capacidad para 15.000 espectadores.
Después de que Gliwice pasara bajo administración polaca en 1945, el estadio fue utilizado como el estadio del Budowlani Gliwice. En 1956, tras la fusión de tres clubes ubicados en Gliwice, se fundó el GKS Gliwice. En el año 1964, los dos clubes se fusionaron, dando como resultado el GKS "Piast" Gliwice. El Piast ascendió por primera vez en su historia a la I Liga en 1957.
En 2006, cuando se instaló una nueva iluminación, se celebró un partido amistoso entre Piast y Pogoń Szczecin. En 2008, Piast Gliwice ganó el ascenso a la Ekstraklasa por primera vez en su historia. El equipo se vio obligado a jugar sus partidos oficiales en el Estadio MOSiR situado en Wodzisław Śląski, porque el estadio no cumplía con los requisitos de licencia de la Ekstraklasa. El primer partido en Ekstraklasa tuvo lugar en Gliwice A 3 de abril de 2009, cuando ganó Piast con su rival local - Górnik Zabrze. 1: 0.